# Garfieldova show
Garfieldova show (v anglickém originále The Garfield Show, ve francouzském originále Garfield et Cie) je francouzsko-americký animovaný televizní seriál. Od prosince 2008 ho vysílá francouzská televize France 3, v USA v letech 2009–2012 stanice Cartoon Network a od roku 2015 stanice Boomerang. Seriál je založen na původním komiksu Garfield.

## Dabing
| Dabér             | Postava  |
| ----------------- | -------- |
| Frank Welker      | Garfield |
| Gregg Berger      | Odie     |
| Wally Wingert     | Jon      |
| Jason Marsden     | Nermal   |
| Laura Summer      | Drusilla |
| Audrey Wasilewski | Arlena   |